# FreeTrack
 (septembre 2012).
Si vous disposez d'ouvrages ou d'articles de référence ou si vous connaissez des sites web de qualité traitant du thème abordé ici, merci de compléter l'article en donnant les références utiles à sa vérifiabilité et en les liant à la section « Notes et références ».
FreeTrack est un logiciel libre et gratuit de capture de mouvement de la tête de l'utilisateur en temps réel. Il perçoit les six degrés de liberté naturels et les regards dans les jeux vidéo et simulateurs compatibles.

## Utilisation
Il peut également être utilisé pour la réalité virtuelle, la modélisation 3D, la conception assistée par ordinateur et l'informatique mains libres pour améliorer l'accessibilité informatique. Le suivi est suffisamment sensible pour que seuls de petits mouvements de la tête soient nécessaires, afin que l'utilisateur ne quitte pas l'écran des yeux.
Les six degrés de liberté sont : lacet, tangage, roulis, droite / gauche, haut / bas et avant / arrière c'est-à-dire toutes les rotations et translations possibles selon les trois axes X, Y et Z.
Ce logiciel ne peut être comparé qu’avec TrackIR (en), propriétaire et payant, avec lequel l'interface de sortie est compatible.
Il est possible de créer des profils pour la plupart des jeux, dont beaucoup sont compatibles nativement ou par émulation (d'une souris, d'un clavier ou d'un joystick). Le site propose de nombreux profils à télécharger, classés par nature de jeu (aérien, conduite, etc.).

## Support
Accrochées sur une casquette ou placées sur le côté d'un casque audio, des diodes électroluminescentes (de préférence infrarouges, pour rendre invisible leur reflet dans l'écran) sont fixées et allumées. Au-dessus de l’écran, une webcam filme ces diodes. Leur mouvement est détecté, le logiciel calcule la position de la tête et transforme l'information pour le jeu. Le manuel indique comment créer son propre système de diodes et comment adapter sa webcam si nécessaire, afin de supprimer le filtre à lumière infrarouge qui rend parfois la détection des diodes difficile.

## Webcam
Une webcam banale et bon marché est utilisable, en supprimant éventuellement le filtre infrarouge. Le réglage automatique de son exposition doit être désactivable et elle doit offrir un haut framerate (nombre d'images par seconde). La plupart des webcams du commerce détectent l'infrarouge, comme on peut le vérifier avec une télécommande à infrarouge. L'exposition doit être réglable, pour que le logiciel ne voie qu'une zone sombre et les points lumineux à suivre.
Afin d'augmenter le framerate et de diminuer l'utilisation du processeur, la vidéo est automatiquement comprimée et une faible résolution utilisée. Pour ne filmer que l'infrarouge, on placera éventuellement un filtre à lumière visible devant l'objectif, par exemple le disque d'une vielle disquette ou un film photo exposé. La webcam doit être placée à un endroit symétrique si le support l'est, par exemple au-dessus de l'écran.
FreeTrack est codé en Delphi 7 et utilise DirectShow et DirectX.